# Улановская, Эвелина Людвиговна
Эвели́на Лю́двиговна Улано́вская (по мужу — Кранихфе́льд; 3 июня 1859, Новогрудок, Минская губерния — 31 октября 1915, Петроград) — русская революционерка, участница революционной организации «Народная воля».

## Биография
Эвелина (Филомена) Улановская родилась 3 июня 1859 года в Новогрудке Минской губернии в дворянской семье польского происхождения.
Обучалась в Харькове акушерству.
В 1879 году арестована на студенческой вечеринке. Выслана в г. Пудож Олонецкой губернии.
За нарушение режима, квалифицированное как попытка побега, 3 ноября 1879 года выслана в Березовские Починки Глазовского уезда Вятской губернии.

«…Целая колония политических ссыльных жила в городе Пудоже. В это время вышел приказ министра вн. дел Макова о том, чтобы ссыльные не отлучались за черту города или села. В виде протеста против этого циркуляра пудожские ссыльные решили целой компанией отправиться за город, за грибами. Узнав об этом, местный исправник снарядил в погоню целую команду. Помнится, эта история была в юмористическом тоне описана в одной из столичных газет, за что газета, кажется, получила предостережение. Произошло чисто опереточное столкновение с инвалидной командой, причем ссыльные, преимущественно молодые девушки, кидали в команду грибами, которые успели набрать до столкновения. Их все-таки взяли в плен, насильно усадили в лодки, а мужиков из соседней деревни заставили лямкой тащить эту преступную молодежь в город. В результате несколько зачинщиков и зачинщиц этого „грибного бунта“ (так и был известен этот эпизод среди ссыльных) были разосланы в разные глухие места с особой инструкцией местному начальству. Улановская, как особенно неугомонная, попала в Починки.»
— Короленко В. Г. История моего современника (Книга третья, часть первая, глава VIII)
Неоднократно встречалась с Владимиром Короленко, находившимся в ссылке в том же населённом пункте. Послужила прототипом политической ссыльной Морозовой — героини рассказа В. Г. Короленко «Чудная», написанным им в 1880 году. Ей же посвящена глава «Девку привезли» в третьей книге Истории моего современника. Позже вела с писателем обширную и длительную переписку.
По возвращении из ссылки в 1882 году жила в Харькове, где входила в местную народовольческую группу. В январе 1885 года арестована повторно, выслана в Балаганск Иркутской губернии. В ответ на Якутскую трагедию 22 марта 1889 года административно-ссыльными Балаганского округа Иркутской губернии был составлен знаменитый протест «Русскому правительству», отправленный в Министерство внутренних дел в Санкт-Петербург и разосланный по всей России. В результате, решением Иркутского губернского суда от 8 января 1891 года Эвелина Улановская, Виктор Кранихфельд, Павел Грабовский, Николай Ожигов, Софья Новаковская и Михаил Ромась были признаны виновными и приговорены к лишению всех прав и четырём годам каторжных работ каждый. Эвелина Улановская выслана «в отдаленнейшие места Сибири» — на этот раз в Якутскую область.
Неоднократно проводила протестные голодовки, что отрицательно сказалось на её здоровье. Вернулась из ссылки в 1905 году. Скончалась 31 октября 1915 года в Петрограде.

## Семья
- Муж — Виктор Павлович Кранихфельд, по отцовской линии из обрусевшего немецкого рода, внук купца первой гильдии Ивана (Иоганна) Кранихфельда, сын пинского мирового судьи Павла Ивановича Кранихфельда. Брат писателя и литературного критика Владимира Павловича Кранихфельда.
  - Дочь — Лидия Викторовна Кранихфельд, родилась в Якутской области.